# 尼日利亚联邦
尼日利亚联邦（英語：Federation of Nigeria）是现代奈及利亞的前身。该联邦于1954年10月1日至1960年10月1日之间为大英帝国殖民地，1960年10月1日独立。
独立前的尼日利亚联邦由英国女王伊丽莎白二世任命的总督统治。伊丽莎白二世曾于1956年1月28日至2月16日访问尼日利亚。《1960年尼日利亚独立法案》象征着英国对尼日利亚殖民统治的结束，尼日利亚联邦由此成为独立主权国家。独立后的尼日利亚联邦仍奉伊丽莎白二世为国家元首，其在尼日利亚宪法规定下的职务仍由总督代行。历史上共有三人曾担任尼日利亚联邦总督职务：
1. 约翰·斯图亚特·麦克弗森，1948年2月5日起担任尼日利亚殖民地和保护国总督直至1954年尼日利亚联邦成立，随后担任尼日利亚联邦总督直至1955年6月15日卸任
2. 詹姆斯·威尔逊·罗伯逊（英语：James Wilson Robertson），1955年6月15日－1960年11月16日在任
3. 纳姆迪·阿齐基韦，1960年11月16日－1963年10月1日在任

阿布巴卡尔·塔法瓦·巴勒瓦担任尼日利亚联邦总理及政府首脑。
1963年10月1日，尼日利亚联邦共和国宣布成立，废除君主制，成为英联邦内的共和国。废除君主制后，前总督纳姆迪·阿齐基韦成为尼日利亚总统，不过在西敏制的新政府体系下这一总统职位仅是虚职。